# José Monleón Bennácer
José Monleón Bennàcer (Tavernes de la Valldigna, Safor 1927 - Madrid, 15 de juliol de 2016) fou un escriptor i director de teatre valencià.
Estudià dret i direcció a l'Instituto de Investigaciones y Experiencias Cinematográficas de Madrid. Treballà com a crític teatral a la revista Triunfo, i fou fundador i crític teatral i cinematogràfic de les revistes Primer Acto (1957) i Nuestro Cine. Va formar part de la cooperativa La Cuadra de Sevilla.
També va escriure guions de cinema i adaptà al castellà obres de Bertolt Brecht.
Va ser director del Festival de Teatro Clásico de Mèrida del 1984 al 1989, i fou fundador i director de l'Instituto Internacional del Teatro del Mediterráneo el 1991. El 2004 va rebre el Premio Nacional de Teatro. El 2006 va rebre la Creu de Sant Jordi.

## Muntatges teatrals
- La bona persona de Sezuan (de Bertolt Brecht)
- Rebelión en Asturias (d'Albert Camus)
- Amics i coneguts (amb Núria Espert)
- Antología dramática del Flamenco
- Lorca y el Flamenco
- Proceso a Kafka (1971)
- La gallina ciega (1984)
- Paraíso roto (1992)
- Sefarad (1993)
- Guardo la llave (1998)
- Argonautas 2000 (2000)
- La noche de Casandra (2001)
- El clavel y la espada (2003)
- ¿Quién ha sido? (sobre l'atemptat de l'11 de setembre)

## Llibres
- Lo que sabemos del cine (1967)
- Treinta años de teatro de la derecha (1971)
- El teatro de Max Aub (1971)
- El teatro del 98 frente a la sociedad española (1975)
- Cuatro autores críticos: Rodríguez Méndez, Martín Recuerda, Francisco Nieva y Jesús Campos (1976)
- Larra: escritos sobre teatro (1976)
- América Latina: Teatro y revolución (1978)
- Rafael Alberti i Nuria Espert, poesía y voz de la escena española (1979)
- El mono azul: teatro de urgencia y romancero de la guerra civil (1979)
- Homenaje a Irene Papas (1990)
- Tiempo y teatro de Rafael Alberti (1990)
- Las limitaciones sociales del teatro español contemporáneo (1993)
- El teatro, la sociedad y los especialistas (2001)
- Humanismo y barbarie (2003)
- Mérida; los caminos de un encuentro popular con los clásicos grecolatinos (2004)
- La travesía, 1927-2008 (2008)
- Siglo XXI. La evolución pendiente, amb Núria Espert i Joaquín Estefanía (2011)